# Józef Żylewicz

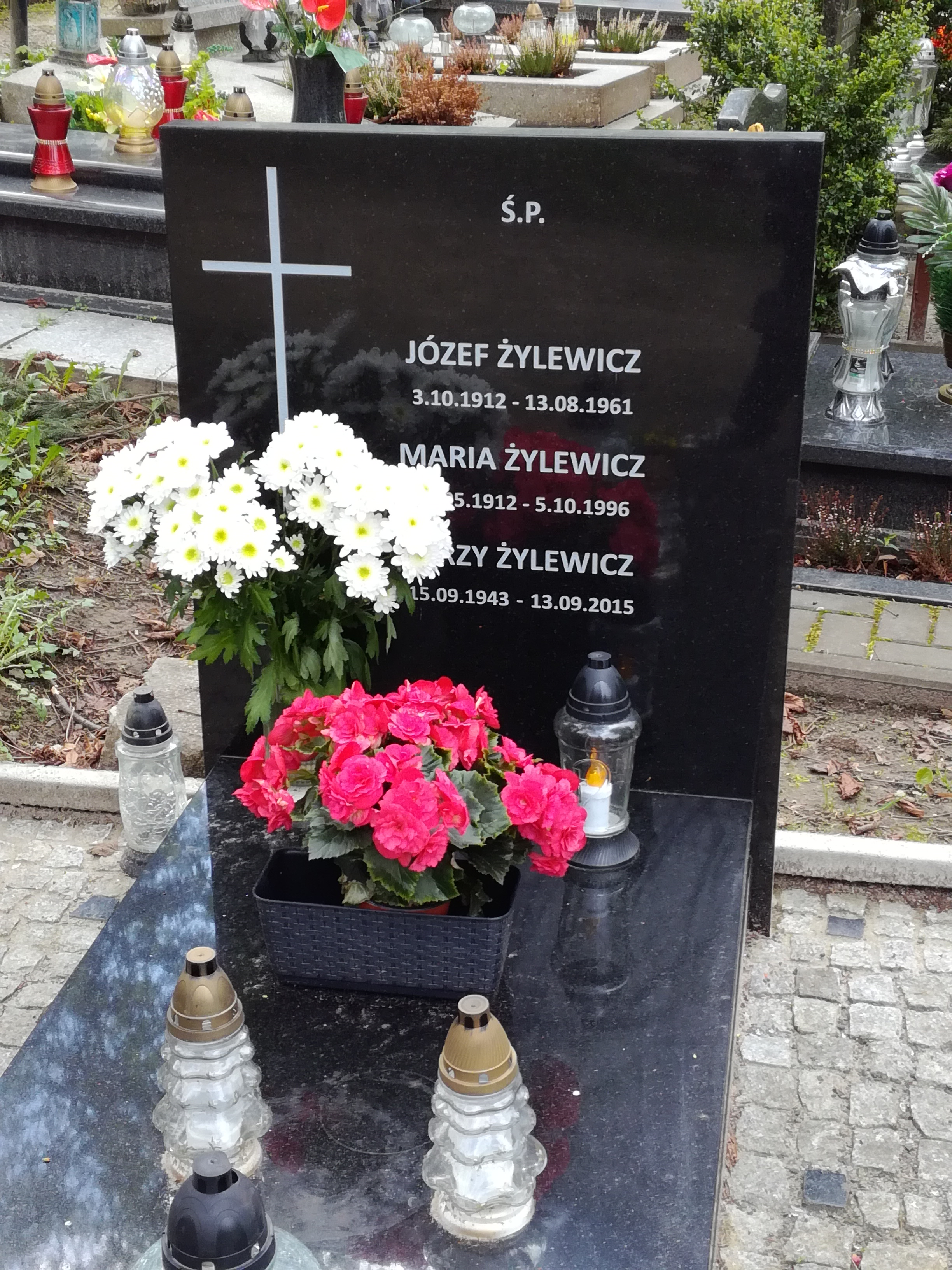
grób Józefa Żylewicza na cmentarzu św. Franciszka w Gdańsku

Józef Żylewicz (ur. 3 października 1912 w Kiejdanach, zm. 13 sierpnia 1961 w Gdańsku) – polski lekkoatleta specjalizujący się w biegach. Działacz sportowy i trener.

## Życiorys
Wielokrotny medalista mistrzostw Polski w biegu na 1500 i na 800 metrów. W latach 30. XX wieku reprezentował wileńskie kluby Śmigły i Ognisko. Działacz Pomorskiego Okręgowego Związku Lekkiej Atletyki. Był trenerem klubowym Kazimierza Zimnego. Pochowany na cmentarzu w Gdańsku-Emaus (cmentarz św. Franciszka). Od 1973 organizowany jest w Trójmieście mityng lekkoatletyczny Memoriał Józefa Żylewicza. 